# Monaco op de Olympische Zomerspelen 2016
Monaco nam deel aan de Olympische Zomerspelen 2016 in Rio de Janeiro, Brazilië. Drie atleten, elk actief in een verschillende discipline, behoorden tot de selectie; voor het eerst sinds 1984 zond Monaco geen vrouwen naar de Spelen. Het was de kleinste Europese ploeg actief op de Spelen, gevolgd door Andorra en San Marino (beide met vijf atleten). Ook Liechtenstein zond drie sporters naar de Olympische Spelen. 
Atleet Brice Etès droeg de Monegaskische vlag tijdens de openingsceremonie.

## Deelnemers en resultaten
(m) = mannen, (v) = vrouwen 

### Atletiek
| Olympiër      | Discipline | Resultaat | Prestatie                |
| ------------- | ---------- | --------- | ------------------------ |
| Brice Etès VO | 800 m (m)  | 48e       | serie 2: 8ste in 1.50,40 |

### Gymnastiek
| Olympiër       | Discipline               | Resultaat | Prestatie |
| -------------- | ------------------------ | --------- | --- |
| Kevin Crovetto | meerkamp individueel (m) | 49e       | kwalificatie: 49ste vloer: 66ste met 12,858 punten paard voltige: 71ste met 11,800 punten ringen: 70ste met 12,866 punten sprong: 68ste met 13,166 punten brug: 67ste met 12,700 punten rekstok: 69ste met 12,666 punten totaal: 76,056 punten |

### Judo
| Olympiër      | Discipline | Resultaat | Prestatie                                           |
| ------------- | ---------- | --------- | --------------------------------------------------- |
| Yann Siccardi | –60kg (m)  | 17e       | 1ste ronde: vrij 2de ronde: V van JPN Takato: ippon |